# ميخائيل توماس
ميخائيل توماس (بالإنجليزية: Michael Thomas)‏ (12 أغسطس 1992 بمانشستر في المملكة المتحدة - ) هو لاعب كرة قدم بريطاني في مركز الوسط. لعب مع ماكليسفيلد تاون وMossley A.F.C. ‏ وليك تاون ‏ وColwyn Bay F.C. ‏.

## وصلات خارجية
- ميخائيل توماس على موقع قاعدة بيانات كرة القدم.إي يو (الإنجليزية)
- ميخائيل توماس على موقع Soccerbase.com (لاعب) (الإنجليزية)